# 柏倉 (小惑星)
柏倉 (かしわぐら、13220 Kashiwagura) は、メインベルトに位置する小惑星の一つ。山形県南陽市のアマチュア天文家、大国富丸により発見された。
山形県西村山郡大江町の教師で、小惑星の衛星による恒星食の観測に成功したアマチュア天文家の一人の柏倉満（かしわぐらみつる、1950年 - ）から命名された。